# Пригожее (Харьковская область)
Пригожее (укр. Пригоже) — село,
Гавриловский сельский совет,
Барвенковский район,
Харьковская область, Украина.
Код КОАТУУ — 6320481509. Население по переписи 2001 г. составляет 524 (239/285 м/ж) человека.

## Географическое положение
Село Пригожее находится на железнодорожной линии Близнюки-Барвенково, 966 километр, железнодорожная станция Пригожее. По селу протекает пересыхающий ручей, на котором создано несколько запруд (~9 га).

## Экономика
- В селе есть молокоприемный пункт, завод по производству масла для краски, магазин с советским названием "Промтовары", Харьковский филиал ДП "Центр сертификации и экспертизы семян и посадочного материала".

## Культура
- Школа
- Дом культуры

## Достопримечательности
- Братская могила советских воинов, среди которых похоронен Есауленко В. В., Герой Советского Союза и памятный знак воинам-землякам. Похоронено 105 воинов.

## Известные люди
- Есауленко Владимир Венедиктович, (1912—1942) — Герой Советского Союза[1].